# 7e étape du Tour de France 2021
Pour un article plus général, voir Tour de France 2021.
La 7e étape du Tour de France 2021 se déroule le vendredi 2 juillet 2021 entre Vierzon et Le Creusot, sur une distance de 249,1 kilomètres.

## Parcours
C'est l'étape la plus longue de cette édition et même depuis 21 ans. Elle traverse les départements du Cher, de la Nièvre et de la Saône-et-Loire, passe par les préfectures de Bourges et Nevers, et par les sous-préfectures de Château-Chinon et d'Autun.
Le final dans le Morvan comprend l'inédit signal d'Uchon (2e catégorie, à 635 m d'altitude), à 18 km de l'arrivée au Creusot, après les côtes de Château-Chinon (3e catégorie, à 534 m), de Glux-en-Glenne (4e catégorie, à 739 m) et de la Croix de la Libération (3e catégorie, à 577 m).

## Déroulement de la course
Une échappée de 28 coureurs se forme après Bourges, incluant le maillot jaune Mathieu van der Poel, Wout van Aert, Vincenzo Nibali, Mark Cavendish, Philippe Gilbert, Simon Yates, Brent Van Moer ou encore Matej Mohorič. Cavendish remporte le sprint intermédiaire de Saint-Benin-d'Azy.
Les échappés roulent fort et creusent un écart avec le peloton, d'autant plus que le maillot jaune (van der Poel) et le 3e du classement général en font partie. Ce qui rend furieux le directeur sportif d'UAE, ses coureurs ayant laissé partir des coureurs trop biens placés. De ce fait, les coéquipiers de Tadej Pogačar, 2e du classement général, se mettent à rouler, quitte à gaspiller leurs forces. La formation italo-émiratie demande de l'aide aux autres équipes, qui refusent en disant que puisque Pogačar est le plus fort (il a dominé le contre-la-montre deux jours plus tôt), c'est à lui et à son équipe de contrôler la course. Seule l'équipe TotalEnergies viendra rouler à leurs côtés, déçue de ne pas avoir pu placer de coureurs dans l'échappée. 
En jouant le classement de la montagne, Mohorič et Van Moer s'extirpent de l'échappée dans la côte de Château-Chinon et c'est le Slovène qui passe en tête. Les deux hommes poursuivent leur effort et ne sont rejoints que par Jasper Stuyven. Parvenu à créer un écart, le trio franchit la côte de la Croix de la Libération, tandis que Nairo Quintana est lâché par le peloton.
Dans la montée du signal d'Uchon, Mohorič accélère et distance ses deux compagnons. Il passe seul en tête le col, alors que Primož Roglič, qui avait chuté lors de la 3e étape en Bretagne, cède et perd du terrain. Autre favori, Richard Carapaz accélère juste avant le col et s'échappe. Mohorič arrive détaché au Creusot, entrant ainsi dans le groupe des cyclistes ayant remporté une étape sur chacun des trois grands tours. Son malheureux compatriote Roglič arrive avec neuf minutes de retard. Carapaz, lui, voit son attaque réduite à néant puisque le peloton le reprend et termine dans le même temps.

## Résultats

### Classement de l'étape
| Classement de la 7e étape | Classement de la 7e étape | Classement de la 7e étape | Classement de la 7e étape | Classement de la 7e étape |
|                           | Coureur                   | Pays                      | Équipe                    | Temps                     |
| ------------------------- | ------------------------- | ------------------------- | ------------------------- | ------------------------- |
| 1er                       | Matej Mohorič             | Slovénie                  | Bahrain Victorious        | en 5 h 28 min 20 s        |
| 2e                        | Jasper Stuyven            | Belgique                  | Trek-Segafredo            | + 1 min 20 s              |
| 3e                        | Magnus Cort Nielsen       | Danemark                  | EF Education-Nippo        | + 1 min 40 s              |
| 4e                        | Mathieu van der Poel      | Pays-Bas                  | Alpecin-Fenix             | + 1 min 40 s              |
| 5e                        | Kasper Asgreen            | Danemark                  | Deceuninck-Quick Step     | + 1 min 40 s              |
| 6e                        | Franck Bonnamour          | France                    | B&B Hotels p/b KTM        | + 1 min 40 s              |
| 7e                        | Patrick Konrad            | Autriche                  | Bora-Hansgrohe            | + 1 min 40 s              |
| 8e                        | Wout van Aert             | Belgique                  | Jumbo-Visma               | + 1 min 40 s              |
| 9e                        | Brent Van Moer            | Belgique                  | Lotto-Soudal              | + 1 min 44 s              |
| 10e                       | Dorian Godon              | France                    | AG2R Citroën              | + 2 min 45 s              |
| modifier                  |                           |                           |                           |                           |

### Points attribués
| Sprint intermédiaire Saint-Benin-d'Azy (km 115,4) | Sprint intermédiaire Saint-Benin-d'Azy (km 115,4) | Sprint intermédiaire Saint-Benin-d'Azy (km 115,4) | Sprint intermédiaire Saint-Benin-d'Azy (km 115,4) | Sprint intermédiaire Saint-Benin-d'Azy (km 115,4) |
| ------------------------------------------------- | ------------------------------------------------- | ------------------------------------------------- | ------------------------------------------------- | ------------------------------------------------- |
|                                                   | Coureur                                           | Pays                                              | Équipe                                            | Point(s)                                          |
| 1er                                               | Mark Cavendish                                    | Royaume-Uni                                       | Deceuninck-Quick Step                             | 20                                                |
| 2e                                                | Boy van Poppel                                    | Pays-Bas                                          | Intermarché-Wanty-Gobert Matériaux                | 17                                                |
| 3e                                                | Matej Mohorič                                     | Slovénie                                          | Bahrain Victorious                                | 15                                                |
| 4e                                                | Kasper Asgreen                                    | Danemark                                          | Deceuninck-Quick Step                             | 13                                                |
| 5e                                                | Wout van Aert                                     | Belgique                                          | Jumbo-Visma                                       | 11                                                |
| 6e                                                | Xandro Meurisse                                   | Belgique                                          | Alpecin-Fenix                                     | 10                                                |
| 7e                                                | Philippe Gilbert                                  | Belgique                                          | Lotto-Soudal                                      | 9                                                 |
| 8e                                                | Toms Skujiņš                                      | Lettonie                                          | Trek-Segafredo                                    | 8                                                 |
| 9e                                                | Victor Campenaerts                                | Belgique                                          | Qhubeka NextHash                                  | 7                                                 |
| 10e                                               | Mathieu van der Poel                              | Pays-Bas                                          | Alpecin-Fenix                                     | 6                                                 |
| 11e                                               | Jan Bakelants                                     | Belgique                                          | Intermarché-Wanty-Gobert Matériaux                | 5                                                 |
| 12e                                               | Iván García Cortina                               | Espagne                                           | Movistar                                          | 4                                                 |
| 13e                                               | Brent Van Moer                                    | Belgique                                          | Lotto-Soudal                                      | 3                                                 |
| 14e                                               | Michael Schär                                     | Suisse                                            | AG2R Citroën                                      | 2                                                 |
| 15e                                               | Vincenzo Nibali                                   | Italie                                            | Trek-Segafredo                                    | 1                                                 |
| modifier                                          |                                                   |                                                   |                                                   |                                                   |

| Arrivée d'étape Le Creusot (km 249,1) | Arrivée d'étape Le Creusot (km 249,1) | Arrivée d'étape Le Creusot (km 249,1) | Arrivée d'étape Le Creusot (km 249,1) | Arrivée d'étape Le Creusot (km 249,1) |
| ------------------------------------- | ------------------------------------- | ------------------------------------- | ------------------------------------- | ------------------------------------- |
|                                       | Coureur                               | Pays                                  | Équipe                                | Point(s)                              |
| 1er                                   | Matej Mohorič                         | Slovénie                              | Bahrain Victorious                    | 30                                    |
| 2e                                    | Jasper Stuyven                        | Belgique                              | Trek-Segafredo                        | 25                                    |
| 3e                                    | Magnus Cort Nielsen                   | Danemark                              | EF Education-Nippo                    | 22                                    |
| 4e                                    | Mathieu van der Poel                  | Pays-Bas                              | Alpecin-Fenix                         | 19                                    |
| 5e                                    | Kasper Asgreen                        | Danemark                              | Deceuninck-Quick Step                 | 17                                    |
| 6e                                    | Franck Bonnamour                      | France                                | B&B Hotels p/b KTM                    | 15                                    |
| 7e                                    | Patrick Konrad                        | Autriche                              | Bora-Hansgrohe                        | 13                                    |
| 8e                                    | Wout van Aert                         | Belgique                              | Jumbo-Visma                           | 11                                    |
| 9e                                    | Brent Van Moer                        | Belgique                              | Lotto-Soudal                          | 9                                     |
| 10e                                   | Dorian Godon                          | France                                | AG2R Citroën                          | 7                                     |
| 11e                                   | Toms Skujiņš                          | Lettonie                              | Trek-Segafredo                        | 6                                     |
| 12e                                   | Hugo Houle                            | Canada                                | Astana-Premier Tech                   | 5                                     |
| 13e                                   | Vincenzo Nibali                       | Italie                                | Trek-Segafredo                        | 4                                     |
| 14e                                   | Simon Yates                           | Royaume-Uni                           | BikeExchange                          | 3                                     |
| 15e                                   | Xandro Meurisse                       | Belgique                              | Alpecin-Fenix                         | 2                                     |
| modifier                              |                                       |                                       |                                       |                                       |

### Bonifications en temps
|   | Coureur        | Pays     | Équipe             | Secondes |
| - | -------------- | -------- | ------------------ | -------- |
| 1 | Matej Mohorič  | Slovénie | Bahrain Victorious | 8 s      |
| 2 | Jasper Stuyven | Belgique | Trek-Segafredo     | 5 s      |
| 3 | Brent Van Moer | Belgique | Lotto-Soudal       | 2 s      |

|   | Coureur             | Pays     | Équipe             | Secondes |
| - | ------------------- | -------- | ------------------ | -------- |
| 1 | Matej Mohorič       | Slovénie | Bahrain Victorious | 10 s     |
| 2 | Jasper Stuyven      | Belgique | Trek-Segafredo     | 6 s      |
| 3 | Magnus Cort Nielsen | Danemark | EF Education-Nippo | 4 s      |

### Cols et côtes
| Côte de Château-Chinon (km 161,5) 3e catégorie (3,2 km à 5,3 %) | Côte de Château-Chinon (km 161,5) 3e catégorie (3,2 km à 5,3 %) | Côte de Château-Chinon (km 161,5) 3e catégorie (3,2 km à 5,3 %) | Côte de Château-Chinon (km 161,5) 3e catégorie (3,2 km à 5,3 %) | Côte de Château-Chinon (km 161,5) 3e catégorie (3,2 km à 5,3 %) |
| --------------------------------------------------------------- | --------------------------------------------------------------- | --------------------------------------------------------------- | --------------------------------------------------------------- | --------------------------------------------------------------- |
|                                                                 | Coureur                                                         | Pays                                                            | Équipe                                                          | Point(s)                                                        |
| 1er                                                             | Matej Mohorič                                                   | Slovénie                                                        | Bahrain Victorious                                              | 2                                                               |
| 2e                                                              | Brent Van Moer                                                  | Belgique                                                        | Lotto-Soudal                                                    | 1                                                               |
| modifier                                                        |                                                                 |                                                                 |                                                                 |                                                                 |

| Côte de Glux-en-Glenne (km 178,2) 4e catégorie (2,6 km à 4,2 %) | Côte de Glux-en-Glenne (km 178,2) 4e catégorie (2,6 km à 4,2 %) | Côte de Glux-en-Glenne (km 178,2) 4e catégorie (2,6 km à 4,2 %) | Côte de Glux-en-Glenne (km 178,2) 4e catégorie (2,6 km à 4,2 %) | Côte de Glux-en-Glenne (km 178,2) 4e catégorie (2,6 km à 4,2 %) |
| --------------------------------------------------------------- | --------------------------------------------------------------- | --------------------------------------------------------------- | --------------------------------------------------------------- | --------------------------------------------------------------- |
|                                                                 | Coureur                                                         | Pays                                                            | Équipe                                                          | Point(s)                                                        |
| 1er                                                             | Matej Mohorič                                                   | Slovénie                                                        | Bahrain Victorious                                              | 1                                                               |
| modifier                                                        |                                                                 |                                                                 |                                                                 |                                                                 |

| Côte de la Croix de la Libération (km 213,8) 3e catégorie (4,6 km à 5,3%) | Côte de la Croix de la Libération (km 213,8) 3e catégorie (4,6 km à 5,3%) | Côte de la Croix de la Libération (km 213,8) 3e catégorie (4,6 km à 5,3%) | Côte de la Croix de la Libération (km 213,8) 3e catégorie (4,6 km à 5,3%) | Côte de la Croix de la Libération (km 213,8) 3e catégorie (4,6 km à 5,3%) |
| ------------------------------------------------------------------------- | ------------------------------------------------------------------------- | ------------------------------------------------------------------------- | ------------------------------------------------------------------------- | ------------------------------------------------------------------------- |
|                                                                           | Coureur                                                                   | Pays                                                                      | Équipe                                                                    | Point(s)                                                                  |
| 1er                                                                       | Matej Mohorič                                                             | Slovénie                                                                  | Bahrain Victorious                                                        | 2                                                                         |
| 2e                                                                        | Jasper Stuyven                                                            | Belgique                                                                  | Trek-Segafredo                                                            | 1                                                                         |
| modifier                                                                  |                                                                           |                                                                           |                                                                           |                                                                           |

| Signal d'Uchon (km 231) 2e catégorie (5,7 km à 5,7 %) | Signal d'Uchon (km 231) 2e catégorie (5,7 km à 5,7 %) | Signal d'Uchon (km 231) 2e catégorie (5,7 km à 5,7 %) | Signal d'Uchon (km 231) 2e catégorie (5,7 km à 5,7 %) | Signal d'Uchon (km 231) 2e catégorie (5,7 km à 5,7 %) |
| ----------------------------------------------------- | ----------------------------------------------------- | ----------------------------------------------------- | ----------------------------------------------------- | ----------------------------------------------------- |
|                                                       | Coureur                                               | Pays                                                  | Équipe                                                | Point(s)                                              |
| 1er                                                   | Matej Mohorič                                         | Slovénie                                              | Bahrain Victorious                                    | 5                                                     |
| 2e                                                    | Jasper Stuyven                                        | Belgique                                              | Trek-Segafredo                                        | 3                                                     |
| 3e                                                    | Brent Van Moer                                        | Belgique                                              | Lotto-Soudal                                          | 2                                                     |
| 4e                                                    | Patrick Konrad                                        | Autriche                                              | Bora-Hansgrohe                                        | 1                                                     |
| modifier                                              |                                                       |                                                       |                                                       |                                                       |

| Côte de la Gourloye (km 241,2) 4e catégorie (2,4 km à 5,3 %) | Côte de la Gourloye (km 241,2) 4e catégorie (2,4 km à 5,3 %) | Côte de la Gourloye (km 241,2) 4e catégorie (2,4 km à 5,3 %) | Côte de la Gourloye (km 241,2) 4e catégorie (2,4 km à 5,3 %) | Côte de la Gourloye (km 241,2) 4e catégorie (2,4 km à 5,3 %) |
| ------------------------------------------------------------ | ------------------------------------------------------------ | ------------------------------------------------------------ | ------------------------------------------------------------ | ------------------------------------------------------------ |
|                                                              | Coureur                                                      | Pays                                                         | Équipe                                                       | Point(s)                                                     |
| 1er                                                          | Matej Mohorič                                                | Slovénie                                                     | Bahrain Victorious                                           | 1                                                            |
| modifier                                                     |                                                              |                                                              |                                                              |                                                              |

### Prix de la combativité
- Matej Mohorič (Bahrain Victorious)

## Classements à l'issue de l'étape

### Classement général
| Classement général | Classement général   | Classement général | Classement général    | Classement général  |
|                    | Coureur              | Pays               | Équipe                | Temps               |
| ------------------ | -------------------- | ------------------ | --------------------- | ------------------- |
| 1er                | Mathieu van der Poel | Pays-Bas           | Alpecin-Fenix         | en 25 h 39 min 17 s |
| 2e                 | Wout van Aert        | Belgique           | Jumbo-Visma           | + 30 s              |
| 3e                 | Kasper Asgreen       | Danemark           | Deceuninck-Quick Step | + 1 min 49 s        |
| 4e                 | Matej Mohorič        | Slovénie           | Bahrain Victorious    | + 3 min 1 s         |
| 5e                 | Tadej Pogačar        | Slovénie           | UAE Team Emirates     | + 3 min 43 s        |
| 6e                 | Vincenzo Nibali      | Italie             | Trek-Segafredo        | + 4 min 12 s        |
| 7e                 | Julian Alaphilippe   | France             | Deceuninck-Quick Step | + 4 min 23 s        |
| 8e                 | Alexey Lutsenko      | Kazakhstan         | Astana-Premier Tech   | + 4 min 56 s        |
| 9e                 | Pierre Latour        | France             | TotalEnergies         | + 5 min 3 s         |
| 10e                | Rigoberto Urán       | Colombie           | EF Education-Nippo    | + 5 min 4 s         |
| modifier           |                      |                    |                       |                     |

| Classement par points | Classement par points | Classement par points | Classement par points | Classement par points |
| --------------------- | --------------------- | --------------------- | --------------------- | --------------------- |
|                       | Coureur               | Pays                  | Équipe                | Point(s)              |
| 1er                   | Mark Cavendish        | Royaume-Uni           | Deceuninck-Quick Step | 168 points            |
| 2e                    | Mathieu van der Poel  | Pays-Bas              | Alpecin-Fenix         | 103 pts               |
| 3e                    | Jasper Philipsen      | Belgique              | Alpecin-Fenix         | 102 pts               |
| 4e                    | Nacer Bouhanni        | France                | Arkéa-Samsic          | 99 pts                |
| 5e                    | Michael Matthews      | Australie             | Team BikeExchange     | 96 pts                |
| 6e                    | Julian Alaphilippe    | France                | Deceuninck-Quick Step | 84 pts                |
| 7e                    | Peter Sagan           | Slovaquie             | Bora-Hansgrohe        | 72 pts                |
| 8e                    | Sonny Colbrelli       | Italie                | Bahrain Victorious    | 66 pts                |
| 9e                    | Tadej Pogačar         | Slovénie              | UAE Team Emirates     | 64 pts                |
| 10e                   | Tim Merlier           | Belgique              | Alpecin-Fenix         | 62 pts                |
| modifier              |                       |                       |                       |                       |

| Classement du meilleur grimpeur | Classement du meilleur grimpeur | Classement du meilleur grimpeur | Classement du meilleur grimpeur | Classement du meilleur grimpeur |
| ------------------------------- | ------------------------------- | ------------------------------- | ------------------------------- | ------------------------------- |
|                                 | Coureur                         | Pays                            | Équipe                          | Point(s)                        |
| 1er                             | Matej Mohorič                   | Slovénie                        | Bahrain Victorious              | 11 points                       |
| 2e                              | Ide Schelling                   | Pays-Bas                        | Bora-Hansgrohe                  | 5 pts                           |
| 3e                              | Mathieu van der Poel            | Pays-Bas                        | Alpecin-Fenix                   | 4 pts                           |
| 4e                              | Jasper Stuyven                  | Belgique                        | Trek-Segafredo                  | 4 pts                           |
| 5e                              | Anthony Perez                   | France                          | Cofidis                         | 3 pts                           |
| 6e                              | Brent Van Moer                  | Belgique                        | Lotto-Soudal                    | 3 pts                           |
| 7e                              | Julian Alaphilippe              | France                          | Deceuninck-Quick Step           | 2 pts                           |
| 8e                              | Edward Theuns                   | Belgique                        | Trek-Segafredo                  | 2 pts                           |
| 9e                              | Tadej Pogačar                   | Slovénie                        | UAE Team Emirates               | 2 pts                           |
| 10e                             | Greg Van Avermaet               | Belgique                        | AG2R Citroën                    | 1 pt                            |
| modifier                        |                                 |                                 |                                 |                                 |

| Classement général du meilleur jeune | Classement général du meilleur jeune | Classement général du meilleur jeune | Classement général du meilleur jeune | Classement général du meilleur jeune |
|                                      | Coureur                              | Pays                                 | Équipe                               | Temps                                |
| ------------------------------------ | ------------------------------------ | ------------------------------------ | ------------------------------------ | ------------------------------------ |
| 1er                                  | Tadej Pogačar                        | Slovénie                             | UAE Team Emirates                    | en 25 h 43 min 0 s                   |
| 2e                                   | Jonas Vingegaard                     | Danemark                             | Jumbo-Visma                          | + 1 min 35 s                         |
| 3e                                   | David Gaudu                          | France                               | Groupama-FDJ                         | + 2 min 27 s                         |
| 4e                                   | Sergio Higuita                       | Colombie                             | EF Education-Nippo                   | + 2 min 58 s                         |
| 5e                                   | Lucas Hamilton                       | Australie                            | Team BikeExchange                    | + 3 min 51 s                         |
| 6e                                   | Aurélien Paret-Peintre               | France                               | AG2R Citroën                         | + 5 min 14 s                         |
| 7e                                   | Neilson Powless                      | États-Unis                           | EF Education-Nippo                   | + 10 min 51 s                        |
| 8e                                   | Brent Van Moer                       | Belgique                             | Lotto-Soudal                         | + 12 min 11 s                        |
| 9e                                   | Mark Donovan                         | Royaume-Uni                          | Team DSM                             | + 12 min 46 s                        |
| 10e                                  | Dorian Godon                         | France                               | AG2R Citroën                         | + 13 min 9 s                         |
| modifier                             |                                      |                                      |                                      |                                      |

| Classement par équipes | Classement par équipes | Classement par équipes | Classement par équipes |
|                        | Équipe                 | Pays                   | Temps                  |
| ---------------------- | ---------------------- | ---------------------- | ---------------------- |
| 1re                    | Jumbo-Visma            | Pays-Bas               | en 77 h 9 min 12 s     |
| 2e                     | Trek-Segafredo         | États-Unis             | + 13 s                 |
| 3e                     | EF Education-Nippo     | États-Unis             | + 2 min 25 s           |
| 4e                     | Bahrain Victorious     | Bahreïn                | + 3 min 7 s            |
| 5e                     | Astana-Premier Tech    | Kazakhstan             | + 4 min 40 s           |
| 6e                     | Deceuninck-Quick Step  | Belgique               | + 6 min 12 s           |
| 7e                     | Ineos Grenadiers       | Royaume-Uni            | + 7 min 0 s            |
| 8e                     | Team BikeExchange      | Australie              | + 7 min 18 s           |
| 9e                     | Bora-Hansgrohe         | Allemagne              | + 9 min 50 s           |
| 10e                    | Movistar               | Espagne                | + 12 min 16 s          |
| modifier               |                        |                        |                        |

## Abandons
- Aucun abandon[3]